# Liste der Biografien/Salk
Liste der Biografien |
Portal Biografien |
Personensuche
# |
A |
B |
C |
D |
E |
F |
G |
H |
I |
J |
K |
L |
M |
N |
O |
P |
Q |
R |
S |
T |
U |
V |
W |
X |
Y |
Z |
?
 
Sa |
Sb |
Sc |
Sd |
Se |
Sf |
Sg |
Sh |
Si |
Sj |
Sk |
Sl |
Sm |
Sn |
So |
Sp |
Sq |
Sr |
Ss |
St |
Su |
Sv |
Sw |
Sy |
Sz
 
Saa |
Sab |
Sac |
Sad |
Sae |
Saf |
Sag |
Sah |
Sai |
Saj |
Sak |
Sal |
Sam |
San |
Sao |
Sap |
Saq |
Sar |
Sas |
Sat |
Sau |
Sav |
Saw |
Sax |
Say |
Saz
 
Sala |
Salb |
Salc |
Sald |
Sale |
Salf |
Salg |
Salh |
Sali |
Salj |
Salk |
Sall |
Salm |
Saln |
Salo |
Salp |
Salq |
Sals |
Salt |
Salu |
Salv |
Salw |
Saly |
Salz
Die Liste der Biografien führt alle Personen auf, die in der deutschsprachigen Wikipedia einen Artikel haben. Dieses ist eine Teilliste mit 31 Einträgen von Personen, deren Namen mit den Buchstaben „Salk“ beginnt.

## Salk
- Şalk, Emrullah (* 1987), türkischer Fußballtorhüter
- Salk, Jonas (1914–1995), US-amerikanischer Arzt und ImmunologeJonas Salk (1914–1995)

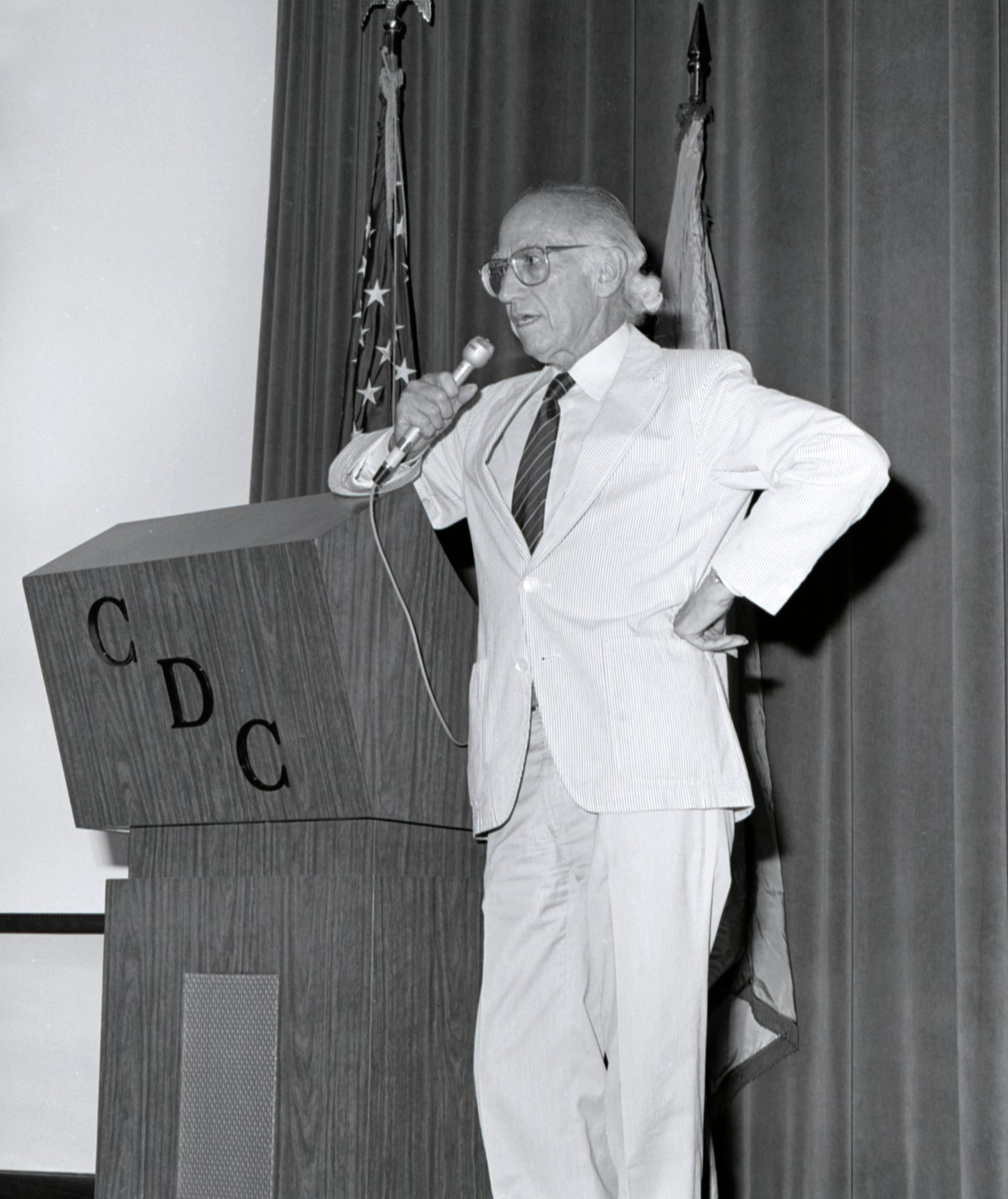
Jonas Salk (1914–1995)

### Salka
- Salka, Sirko (* 1976), deutscher Journalist und Autor
- Salkaházi, Sára (1899–1944), ungarische Ordensfrau, Judenretterin, Märtyrerin und Selige
- Salkaliani, Dawit (* 1968), georgischer Außenminister
- Salkanović, Anida (* 1989), bosnisch-deutsche Fußball- und Futsalspielerin
- Šalkauskas, Deniss (* 1998), estnischer Leichtathlet
- Šalkauskas, Kęstutis, litauischer Jurist, ehemaliger Chef der Polizei Litauens
- Šalkauskas, Rimantas (* 1947), litauischer Politiker
- Šalkauskas, Vaclovas (* 1965), litauischer Verwaltungsjurist und Diplomat

### Salke
- Salkeld, Cecil ffrench (1904–1969), irischer Maler

### Salki
- Salkić, Edin (* 1989), bosnisch-herzegowinisch-österreichischer Fußballspieler
- Salkić, Edin (* 1998), bosnischer Fußballspieler
- Salkić, Mediha (* 1999), bosnische Leichtathletin
- Salkım, Yeşim (* 1968), türkisch-alevitische Sängerin und Schauspielerin
- Salkind, Alexander (1921–1997), russisch-mexikanischer Filmproduzent
- Salkind, Aron Borissowitsch (1888–1936), sowjetischer Psychoanalytiker und Psychiater
- Salkind, Ilya (* 1947), internationaler Filmproduzent
- Salkind, Iwan Abramowitsch (1885–1928), russischer Biologe und sowjetischer Diplomat
- Salkind, Lasar Borissowitsch (1886–1945), sowjetischer Schachkomponist
- Salkind, Michail (1889–1974), russisch-ukrainisch-stämmiger Filmproduzent
- Salkind, Rosalija Samoilowna (1876–1947), russische kommunistische Politikerin

### Salko
- Šalková, Dominika (* 2004), tschechische Tennisspielerin
- Salkovskis, Paul (* 1956), britischer klinischer Psychologe und Psychotherapieforscher
- Salkow, Sidney (1909–2000), US-amerikanischer Regisseur, Filmproduzent, Schriftsteller und Drehbuchautor
- Salkowski, Erich (1881–1943), deutscher Mathematiker und Hochschullehrer
- Salkowski, Ernst Leopold (1844–1923), deutscher Biochemiker
- Salkowski, Heinrich Otto (1846–1929), deutscher Chemiker
- Salkowski, Tanja (* 1977), deutsche Autorin, Bloggerin, Moderatorin und Journalistin

### Salku
- Salkunič, Fata (* 1991), slowenische Fußballspielerin
- Šalkutė, Monika (* 1993), litauische Volleyball- und Beachvolleyballspielerin